# Авата но Махіто
Авата но Махіто (яп. 粟田 真人 р.н. невід. - пом. 28 лютого 719) - японський вельможа кінця періоду Асука - початку періоду Нара

## Біографія
Клан Авата, до якого належав Махіто, походив від кланів Вані та Касуґа і його батьківщиною була Провінція Ямашіро.
Рік народження Махіто невідомий. У юності здійснив паббадджу, ставши монахом таоїстського монастиря. 653 року у складі японської делегації на кораблі вирушив до Китаю часів династії Тан, де став буддійським монахом-учнем, щоб поглибити свої знання. Після повернення на батьківщину знову став вести життя мирянина і пішов на службу до двору. 681 року отримав ранг сьокін-ге (яп. 小錦下), який пізніше відповідав дзюго-і но ге (яп. 従五位下) в системі ріцурьо. В 684 році, під час встановлення системи вісьми кабане, отримав титул асон. У 689 році, ставши заступником голови дадзайфу, розвинув практику розваг для особливо важливих закордонних гостей. Також разом з принцом Осакабе та Фудзівара но Фухіто взяв участь у підготовці кодексу Тайхо. На початку 701 року був призначений головою міністерства народних справ.
У травні 702 року отримав посаду санґі при імператорському дворі. Після цього був вибраний послом японської місії до Китаю і отримав від імператора Момму меч сетто. Він був першим серед низки можновладців, хто отримав цей меч. Його вручали послам до Китаю, керівникам боротьби проти «варварів» тощо, як символ вищого військового командування. У червні того ж року, взявши з собою кодекс Тайхо, вирушив до Китаю. Це була перша державна місія Японії до Китаю від часу битви при річці Пек 663 року. Крім того, що зустріч мала значення для нормалізації стосунків, вона утверджувала роль столиці, системи ріцурьо, а також інформувала Китай про нове ім'я імператора Тенно та назву Японії — Ніхон. Під час цього візиту його супроводжували Яманоуе но Окура та монах Додзі яп. 道慈. Наступного року, прибувши до столичного міста Чананя, мав аудієнцію з імператрицею У Цзетянь. Китайці високо оцінили обізнаність Махіто у китайській класиці, вміння зрозуміти складні тексти та його елегантні манери. У Цзетань призначила його тимчасовим міністром.
В 704 році місія повернулась додому, забравши з собою співвітчизників, які потрапили у полон під час битви при річці Пек. За свої заслуги Махіто отримав 20 тьо землі в провінції Ямато і 1000 коку зерна.
В подальшому він продовжив здобувати вищі посади. Так він був головою Дадзайфу, а потім став старшиною третього рангу в 715 році. Помер у 719 році.

## Генеалогія
- Батько：Касуґа Авата Пекче[4]
- Мати：ім'я невідоме